# Distretto di Myawaddy
Il distretto di Myawaddy (in lingua birmana: မြဝတီခရိုင်) è un distretto della Birmania, situato nello Stato Kayin.

## Suddivisioni
Il distretto comprende una sola township (Myawaddy) e 50 villaggi.